# بارتومیئی کاسپشیکوفسکی
بارتومیئی کاسپشیکوفسکی (لهستانی: Bartłomiej Kasprzykowski؛ تلفظ نام: [bartˈwɔmjɛj]؛ زادهٔ ۱۹ مهٔ ۱۹۷۷) بازیگر و صداپیشه اهل لهستان است.
از فیلم‌ها یا مجموعه‌های تلویزیونی که وی در آن‌ها نقش داشته است، می‌توان حالا یا هرگز!، کلبه جنگلی، پدر متیو، هتل ۵۲، دوستان و ماگدا ام. اشاره نمود.